# Kościół św. Jana Kantego w Dobrowie
Kościół pw. św. Jana Kantego w Dobrowie – rzymskokatolicki kościół parafialny należący do dekanatu Białogard, diecezji koszalińsko-kołobrzeskiej, metropolii szczecińsko-kamieńskiej, w Dobrowie, w województwie zachodniopomorskim.

## Historia
Świątynia wybudowana została na przełomie XVIII i XIX w. i pełniła funkcję kaplicy grobowej rodziny von Kleist. W kolejnych latach po oddaniu budynku do użytkowania odprawiane były w nim nabożeństwa protestanckie. 
Po II wojnie światowej właścicielem dawnego kościoła ewangelickiego zostało Państwowe Gospodarstwo Rolne w Dobrowie. Świątynia była zdewastowana, a także nieużytkowana. 
Po wpisaniu do rejestru zabytków w 1965 r. rozpoczął się remont świątyni. 6 lipca 1971 r. została poświęcona i oddana do użytku wiernych.  
Świątynia działa jako kościół parafialny parafii św. Jana Kantego, erygowanej 4 sierpnia 1989 r. Proboszczem od 2013 r. pozostaje ks. Rafał Stasiejko.

## Architektura
Budowla jest konstrukcji szachulcowej, słupowo-ramowej. 